# Історія фототехніки в Японії
1840 року голландськими моряками була завезена до Японії перша камера для дагеротипії. Перші фотокамери стали виготовляти в Японії  у 1860 році.
У 1882 році Konishi (пізніше Konica) випустила першу в Японії серійну фотокамеру.
У 1902, Konishi почала продавати «Cherry Portable Camera», першу вироблену в Японії камеру, розраховану на кінцевого споживача.
У середині 20-х років Konishi розпочала випуск фотокамер Parlet, використовуючи при цьому імпортні комплектуючі.
Починаючи з 1930 року, багато виробників оптики стали випускати свої фотокамери. До них належать такі компанії як Chiyoda Optical (згодом «Minolta Camera Co., Ltd.»), Olympus, Tokyo Optical Instruments і Seiki Optical Laboratory (Canon, Inc.).
Перший об'єктив для фотоапарата був випущений Asahi Optical (Пізніше Pentax) в 1931 році. У 1933 році Asahi Optical  було обрано фірмою Konishi для виготовлення об'єктивів до своїх однооб'єктивних фотокамер «Parlet».  Об'єктиви, виготовлені Asahi Optical, були першими японськими комплектуючими вузлами, встановленими у фотокамерах.
Переносна форматна фотокамера Parlet, з оптикою Asahi Optical, мала добрий попит. Asahi Optical поступово розширювала свій бізнес, розвиваючи виробництво фотографічної оптики. У 1934 року на північної околиці Токіо було побудовано новий завод.
Особливо популярні були камери «Panol» фірми Konica і «Semi-Minolta» фірми Chiyoda Optical, котрі були копіями моделей «Iconta 6x9», «Baby Iconta» і «Super Iconta», випущених у Німеччині 1929 року компанією Zeiss Icon. У 1937 році компанія Chiyoda Optical представила фотокамеру Minolta Flex, першу японську двооб'єктивну «дзеркалку», створену за аналогією домінуючих тоді фотокамер Rolleiflex.
Мілітарізація країни наприкінці 30-х і вступ Японії до Другої світової війни у 1941 році привела до переорієнтованя на виконання військових замовлень.
Єдиним військовим замовленням в галузі фототехніки були прилади для аерофотозйомки. Фотокамери звичайного призначення вважалися непотрібними. Під час війни погіршилось економічне становище, були зруйновані заводи, втрачені кваліфіковані працівники.
У 1952 році Asahi Optical представляє свою першу камеру Asahiflex, що стала першою однооб'єктивною дзеркальною фотокамерою для 35-мм плівки у Японії. Asahiflex була самостійно розроблена і складалася з японських комплектуючих. До того часу всі 35мм дальномірні фотоапарати у Японії збиралися з імпортних комплектуючих і були копіями моделей західних брендів, а дзеркальні камери поставлялися виключно з-за кордону.
1954 року виходить Asahiflex II — перша у світі серійна дзеркальна фотокамера зі швидким автопідйомом дзеркала. Саме поява цієї камери підтвердила перспективність нового напряму — розробки й випуску 35-мм дзеркальних камер. Компанії вдалося закріпитися на ринку, швидко збільшити обсяг продажів, та вийти у лідери.
Продукція фірми експортувалася у світі під маркою Asahi Pentax, а в США до середини 70-х як Honeywell Pentax за назвою компанії-дистриб'ютора — Honeywell